# Herman S. Bachelard
Herman Stanton Bachelard (1929 – 12. September 2006) war ein britischer Neurochemiker, Chefredakteur und Buchautor für Neurowissenschaften. Er wurde in Melbourne, Australien, geboren und erwarb 1951 seinen BSc in Chemie und Mikrobiologie an der Universität Melbourne. Er promovierte in Biochemie an der Monash University. Er verbrachte den größten Teil seiner akademischen Karriere in Großbritannien, wo er die Abteilungen für Biochemie der University of Bath und die London School of Medicine des King’s College des St Thomas’ Hospital leitete und seine Karriere als emeritierter Professor für Physik an der University of Nottingham abschloss.